# Kendrick Lookout Cabin
La Kendrick Lookout Cabin est une cabane américaine dans le comté de Coconino, en Arizona. Située au sein de la Kendrick Mountain Wilderness, dans la forêt nationale de Kaibab, cette cabane en rondins a été construite en 1911. Elle est inscrite au Registre national des lieux historiques depuis le 28 janvier 1988.